# Gruczoły Bowmana

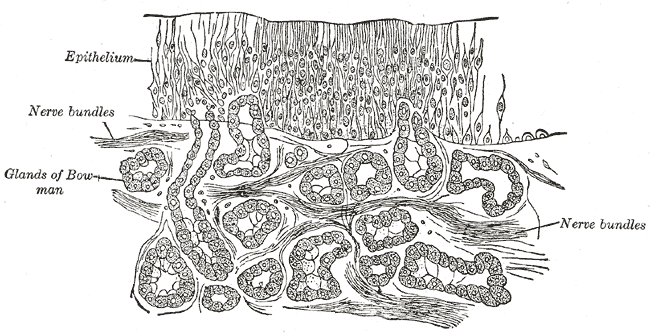
Rysunek przekrojowy gruczołu Bowmana

Gruczoły Bowmana (łac. glandulae olfactoriae) – gruczoły zlokalizowane w blaszce właściwej błony śluzowej nabłonka węchowego. Są zbudowane z komórek posiadających duże pęcherzyki wydzielnicze. Produkowana przez nie wydzielina zawierająca immunoglobulinę A oraz laktoferynę i lizozym pokrywa nabłonek węchowy i chroni ośrodkowy układ nerwowy przed przedostawaniem się toksyn i patogenów, a także ułatwia odbiór bodźców węchowych poprzez przenoszenie wonnych cząsteczek i ich kumulowanie w pobliżu receptora, dzięki białku OBP (ang. odorant binding protein), które prawdopodobnie również wchodzi w skład wydzieliny tych gruczołów. Inne badania wykazują, że OBP nie jest produkowane przez te gruczoły.
Gruczoły Bowmana zostały opisane przez brytyjskiego chirurga, histologa oraz anatoma Williama Bowmana.